# Камалов, Карим Джамалович
Карим Джамалович Камалов (узб. Karim Jamalovich Kamolov; 1954, Бухара, Узбекская ССР, СССР — 22 августа 2020, Ташкент, Узбекистан) — узбекский государственный деятель, депутат Олий Мажилиса 2-го созыва (1999—2004), хоким Бухары (1994—2007, 2017—2020), и. о. хокима Бухарской области (2020).

## Биография
Родился в 1954 году в Бухаре. Окончил Бухарский инженерно-технологический институт.
С 1994 по 2007 год — хоким Бухары. В 2007—2017 годах — генеральный директор ООО «20-trest». В 2017 году снова стал хокимом Бухары, занимал этот пост до 29 февраля 2020 года, когда был назначен и. о. хокима Бухарской области. Депутат Олий Мажилиса 2-го созыва (1999—2004) от 49-го Бухарского округа.
Умер 22 августа 2020 года в Ташкенте, где с 30 июля находился на лечении от коронавируса. Похоронен на кладбище «Хазрати Имам» в Бухаре. 

## Награды
Награждён орденами «Дустлик» и «Мехнат Шухрати» (29.08.2019).